# XPeng
XPeng Inc. или XPeng Motors (кит. 广州小鹏汽车科技有限公司; пиньинь Гуанчжоу сяо пэн цичэ кэдзи йосян гонгсы) — китайская автомобилестроительная компания, один из крупнейших производителей «умных» легковых электромобилей (в том числе беспилотных). Также XPeng занимается обслуживанием и прокатом своих автомобилей, предоставляет услуги собственной сети зарядных станций, разрабатывает беспилотные летательные аппараты и системы автономного вождения (в том числе собственное программное обеспечение, голосовые помощники, датчики и лидары). Основана в 2014 году, штаб-квартира расположена в Гуанчжоу (провинция Гуандун).  

## История

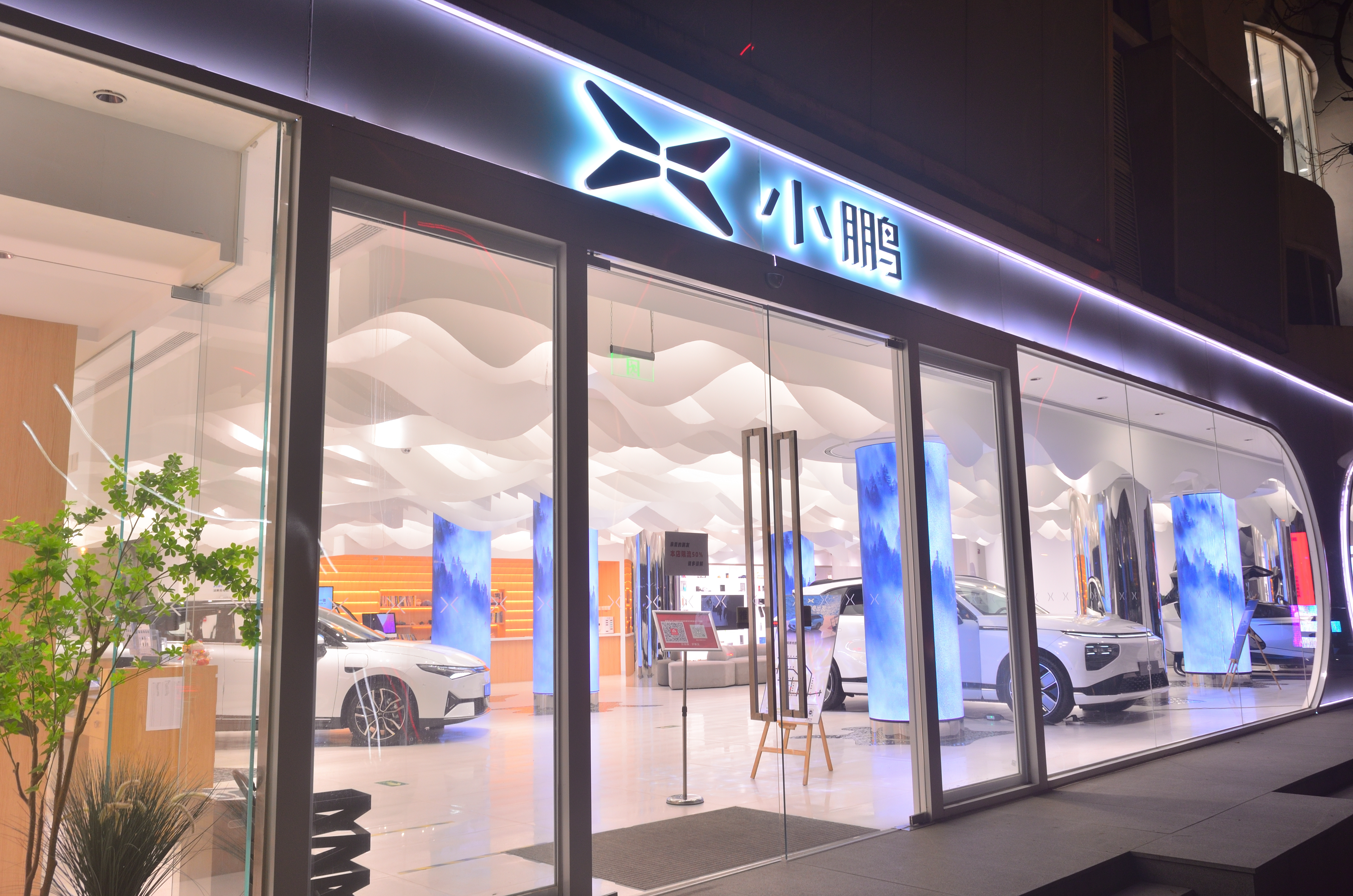
Автосалон XPeng в Пекине

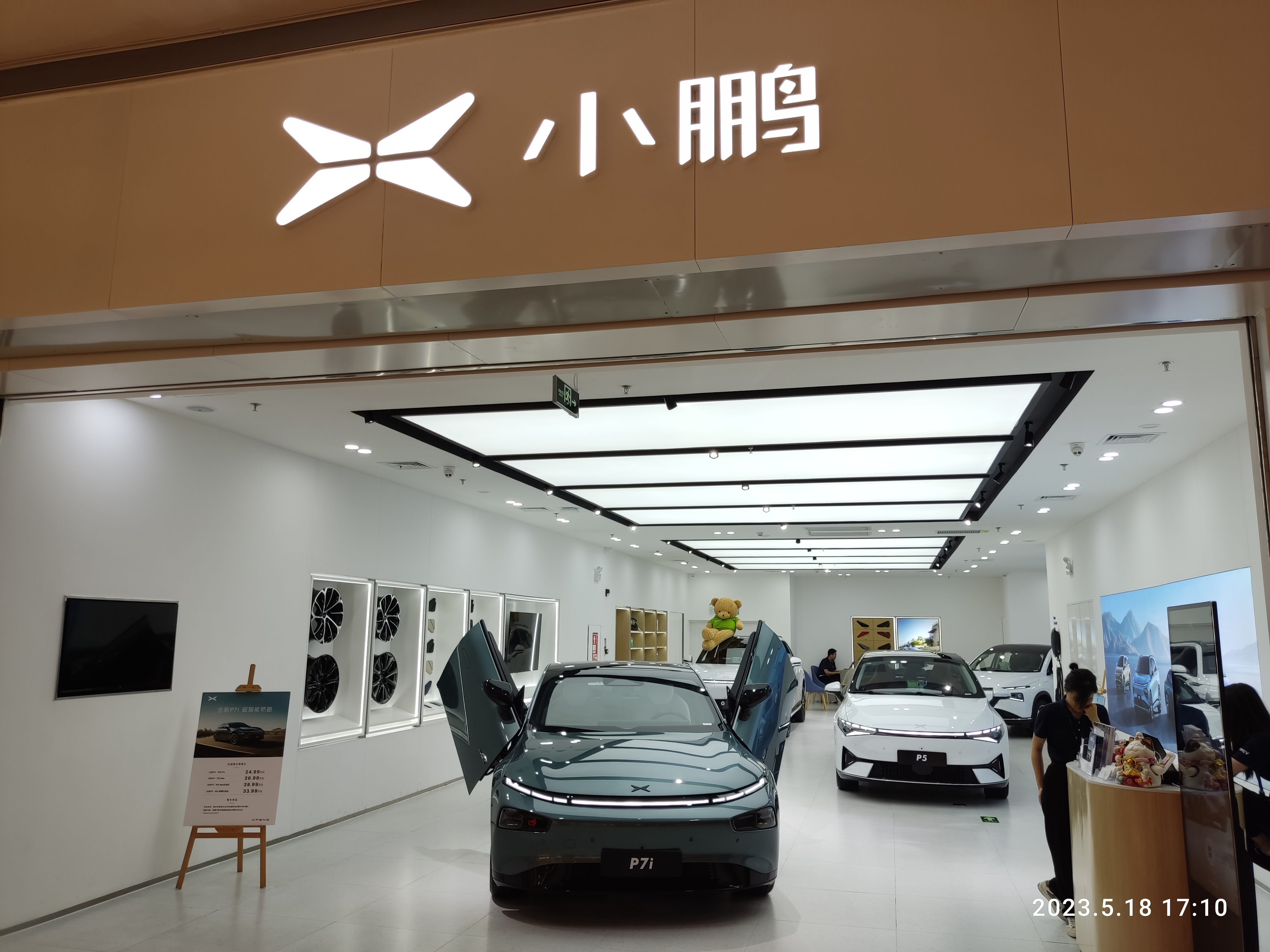
Автосалон XPeng в Шэньчжэне

Компанию основали в июне 2014 года Хэ Сяопэн (основатель UCWeb и бывший исполнительный директор Alibaba Group), Ся Хэн и Хэ Тао (ранее работавшие в GAC Group), а также Лэй Цзюнь (основатель Xiaomi). В октябре 2017 года XPeng начала серийное производство своего кроссовера G3. В январе 2018 года крупнейшими инвесторами компании стали Alibaba Group, Foxconn и IDG Capital, а вице-президент Alibaba Джозеф Цай вошёл в совет директоров XPeng.
В ноябре 2019 года стратегическим инвестором XPeng стала китайская компания Xiaomi. В июне 2020 года началось серийное производство седана P7 на собственном заводе в Чжаоцине. До этого XPeng производила свои автомобили на мощностях компании Haima Auto в Чжэнчжоу (Хэнань). В июле 2020 года XPeng привлекла средства от группы инвесторов, включая Aspex Corporation, Coatue Management, Hillhouse Capital Group и Sequoia Capital. 
В августе 2020 года XPeng привлекла дополнительные средства от инвесторов, среди которых Alibaba Group, Qatar Investment Authority и Mubadala Investment Company, а также привлекла 1,5 млрд долларов благодаря IPO на Нью-Йоркской фондовой бирже; в марте 2021 года привлекла средства от провинциального фонда Guangdong Yuecai Investment Holdings. 
По состоянию на май 2021 года 23% акций XPeng принадлежало Хэ Сяопэну, а 12 % — Alibaba Group. В августе 2021 года XPeng вышла за пределы Китая, начав экспортировать свои электромобили в Норвегию. По итогам 2021 года компания продала более 98 тыс. электромобилей, что составило около 3 % китайского рынка пассажирских автомобилей на новых источниках энергии. В октябре 2022 года в Дубае состоялся первый полёт летающего автомобиля XPeng Х2.
В 2023 году XPeng начал тесное финансовое и технологическое сотрудничество с Volkswagen, получив от немецкого концерна около 700 млн долларов инвестиций (взамен Volkswagen получил 4,99 % акций XPeng). В 2024 году дочерняя компания XPeng Aeroht приступила к строительству в Гуанчжоу производственной базы летающих автомобилей.
По итогам 2024 года компания XPeng поставила 190 068 автомобилей, что на 34 % больше, чем в 2023 году. В 2025 году XPeng и Volkswagen начали строительство в Китае сети станций сверхбыстрой зарядки электромобилей.

## Деятельность
Автосборочные заводы XPeng расположены в Чжаоцине (200 тыс. машин в год), Гуанчжоу (100 тыс. машин в год) и Ухани (100 тыс. машин в год), главные офисы — в Пекине, Шанхае, Маунтин-Вью, Сан-Диего и Амстердаме, автосалоны и сервисные центры — во всех крупных городах Китая.

### Модельный ряд
- Кроссовер XPeng G3 (2018)
- Компактный представительский седан XPeng P7 (2020)
- Субкомпактный представительский седан XPeng P5 (2021)
- SUV XPeng G9 (2022)
- SUV XPeng G6 (2023)
- Минивэн XPeng X9 (2024)
- Компактный седан XPeng Mona M03 (2024)
- Электрический летательный аппарат с вертикальным взлётом и посадкой XPeng Voyager X2 (2024)
- XPeng Land Aircraft Carrier (2024)[29][30]

## Акционеры
Крупнейшими акционерами XPeng являются Fidelity Management & Research (2,62 %), The Vanguard Group (2,31 %), BlackRock (1,95 %) и Capital Research & Management (1,3 %).

## Галерея

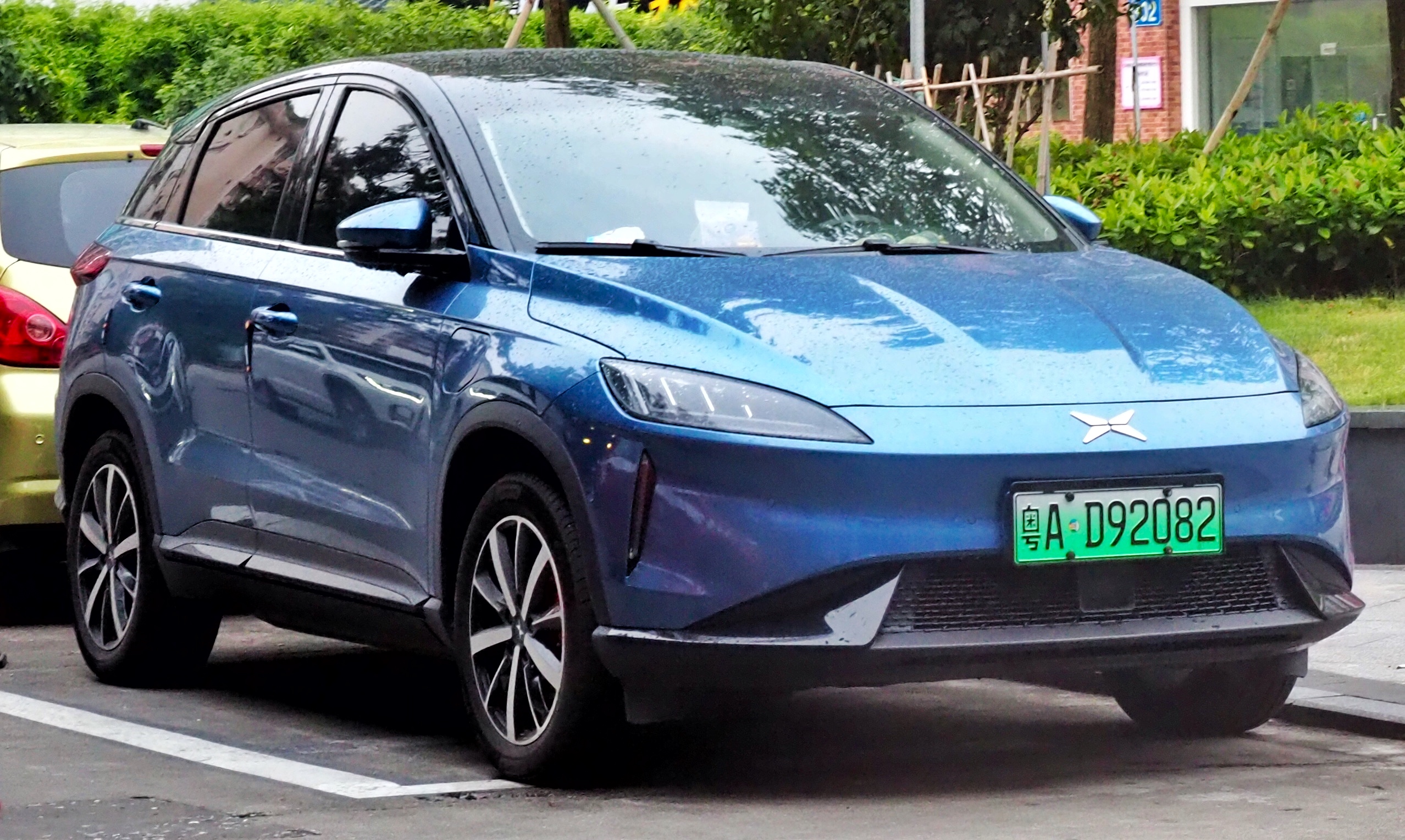
XPeng G3
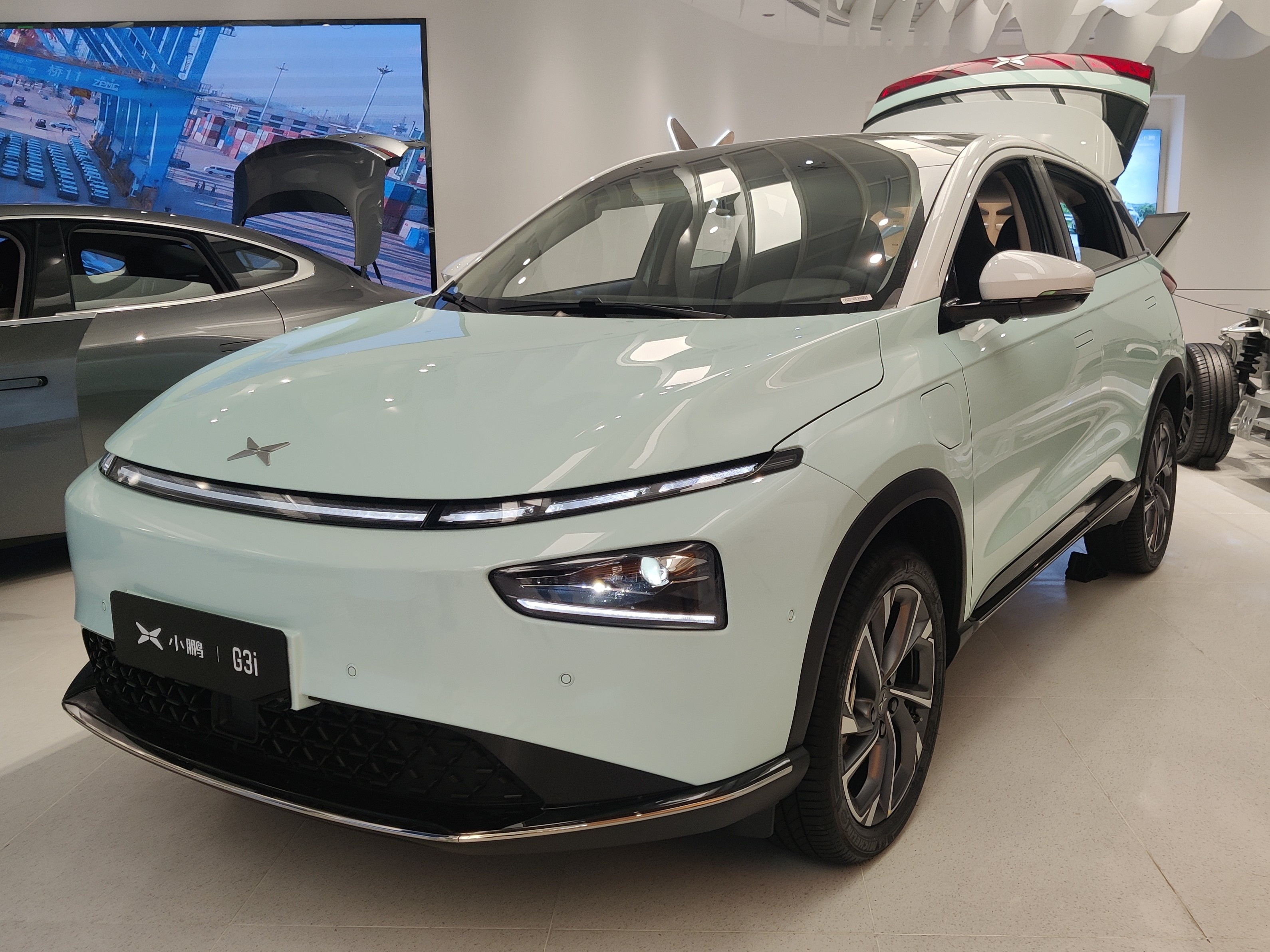
XPeng G3i
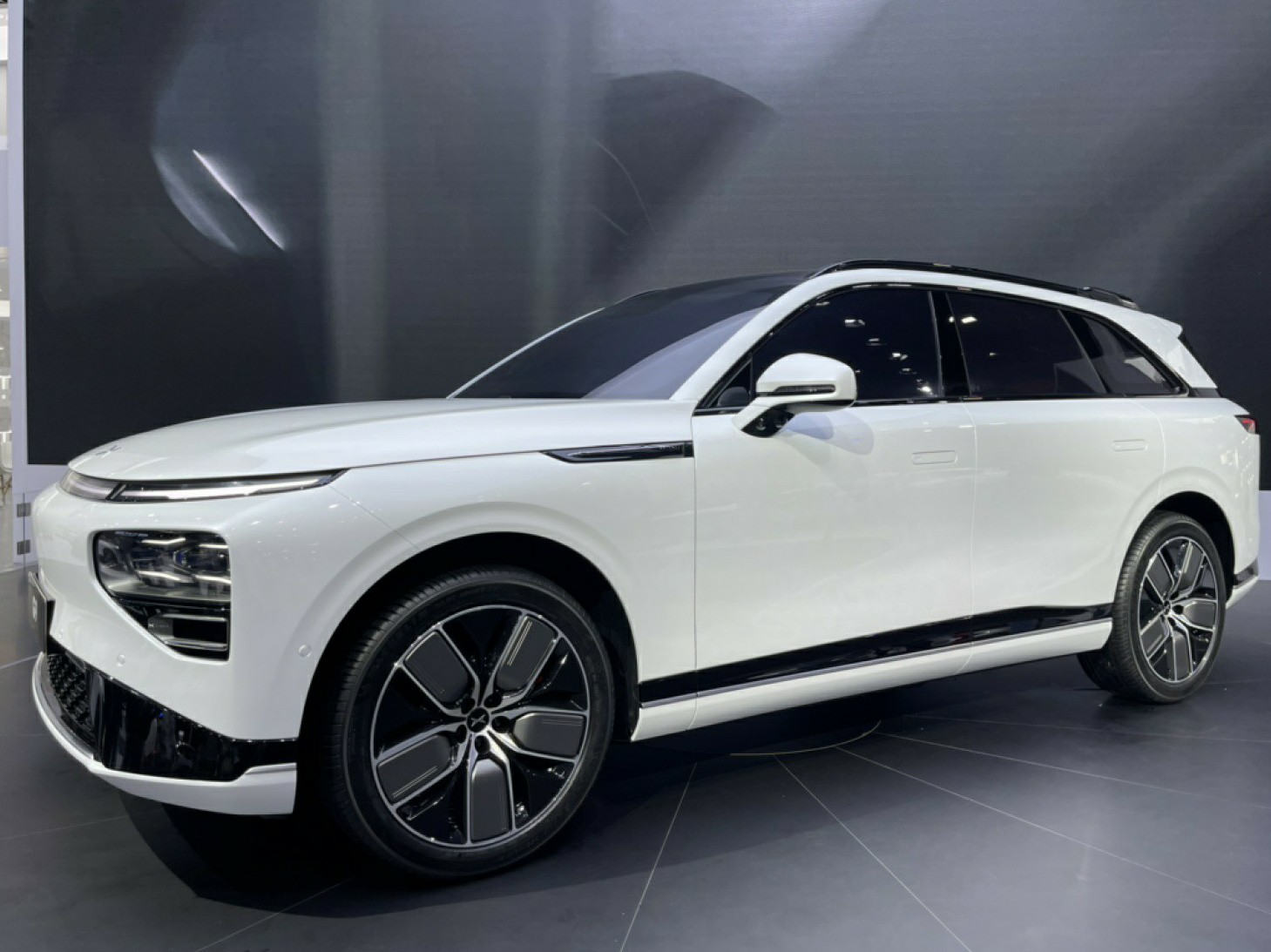
XPeng G9
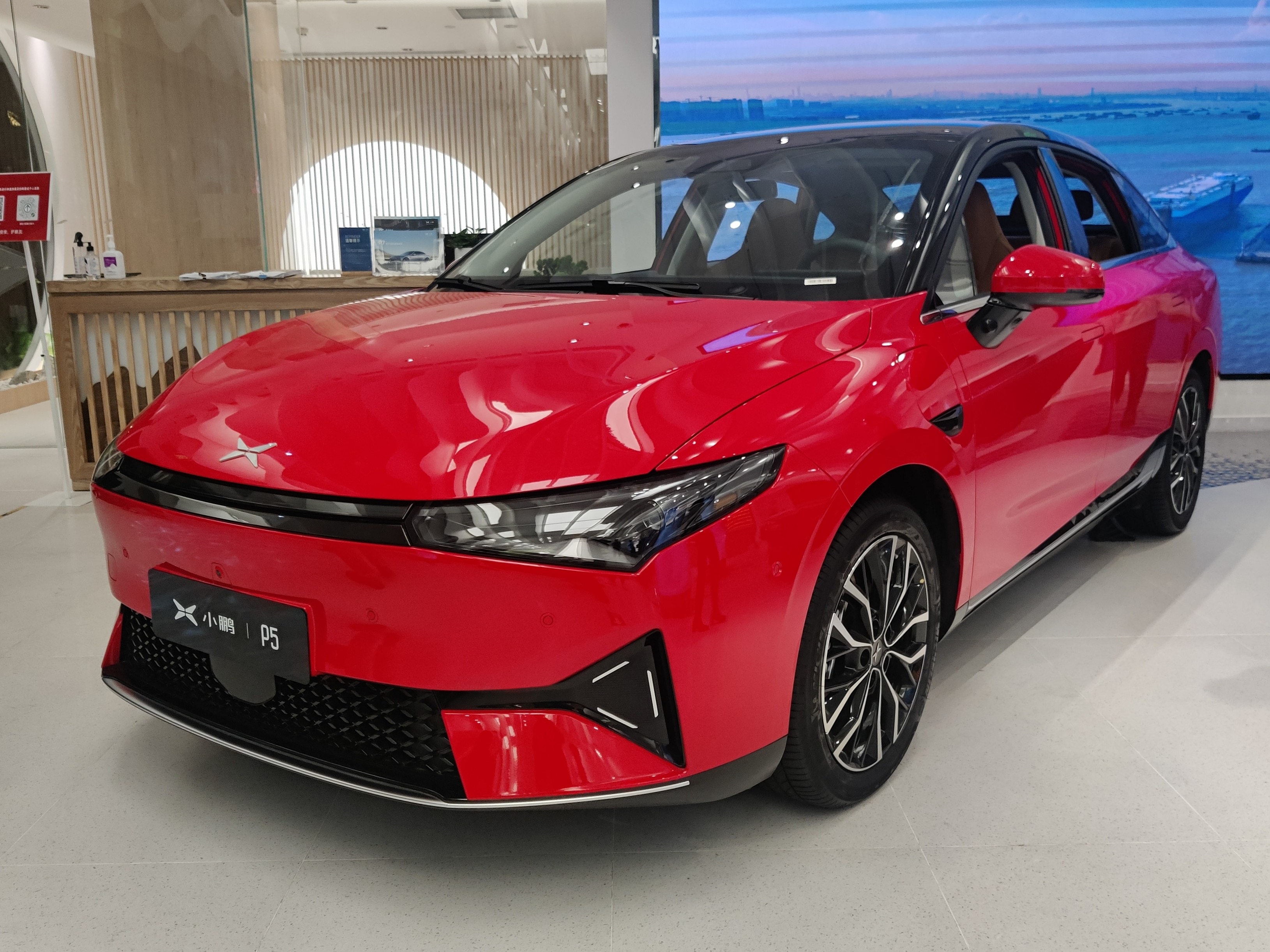
XPeng P5
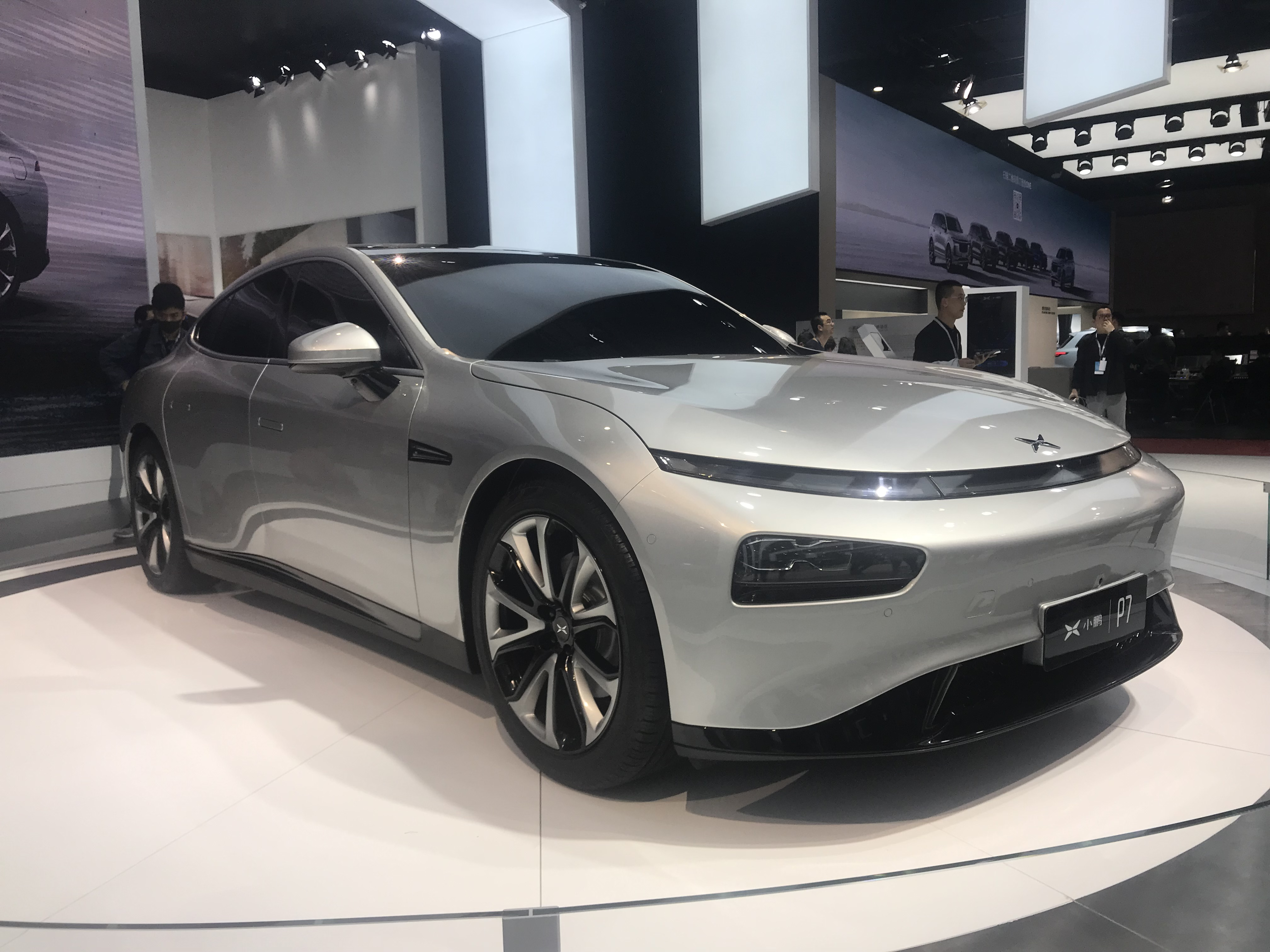
XPeng P7
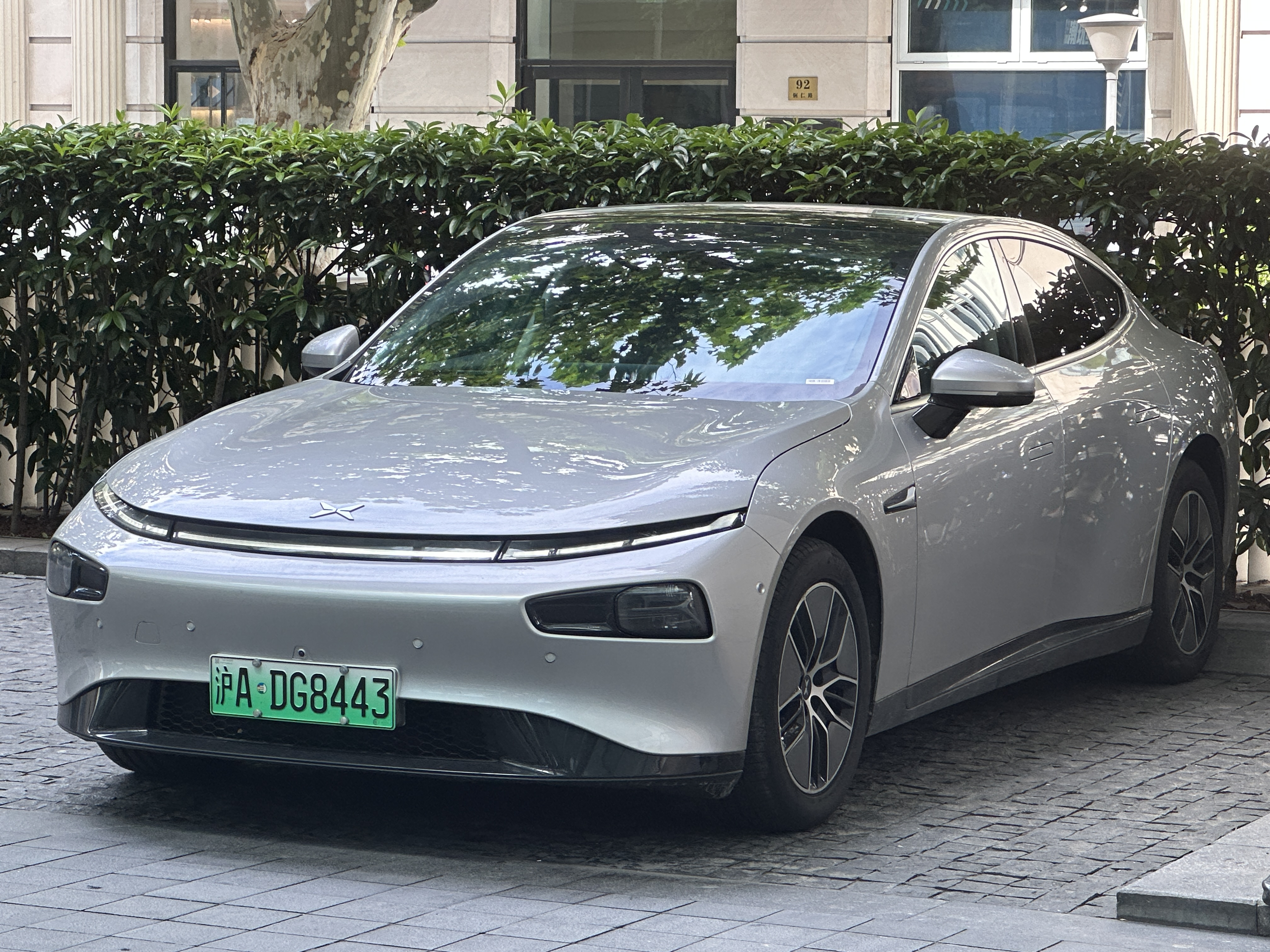
XPeng P7i
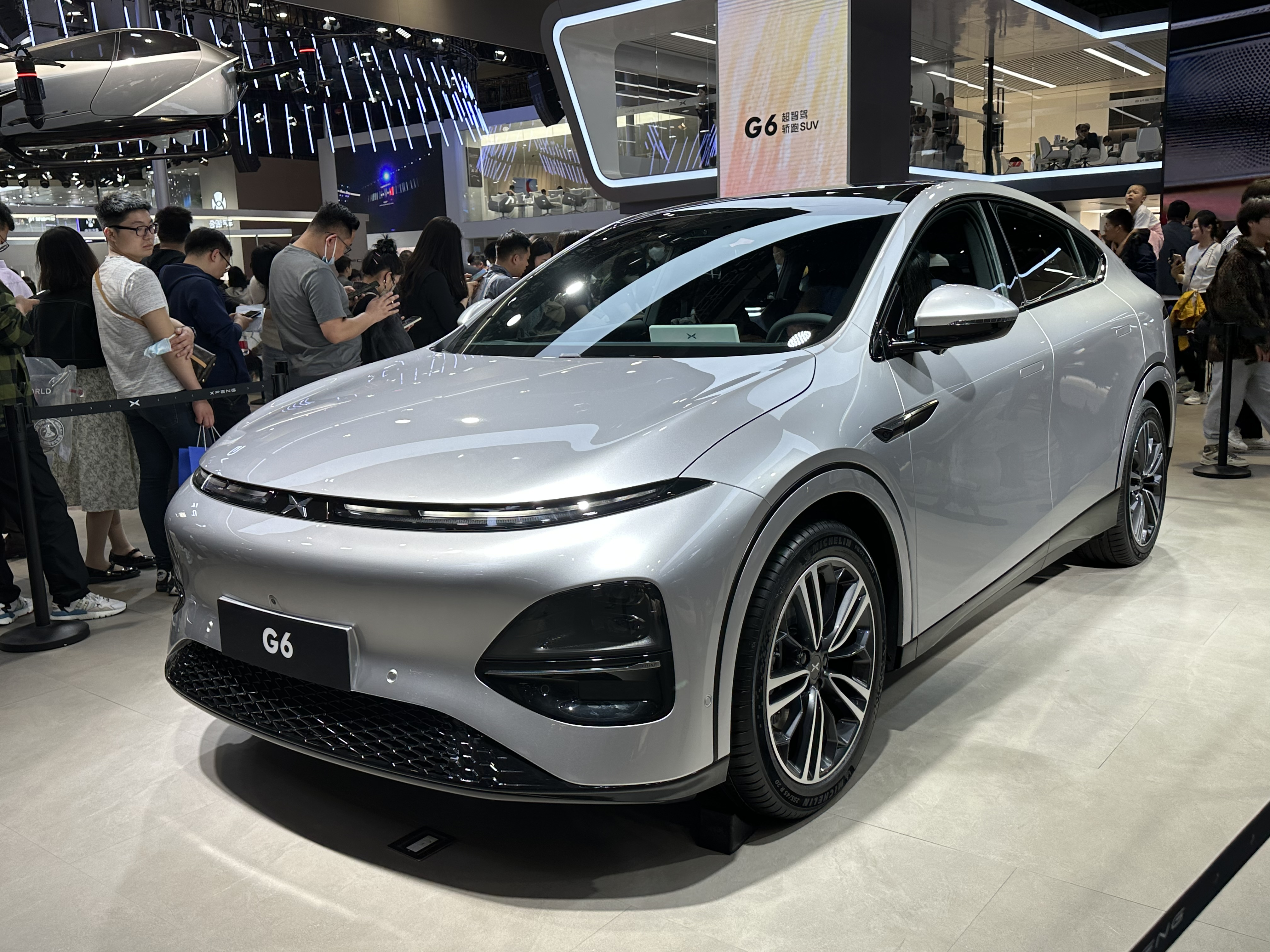
XPeng G6
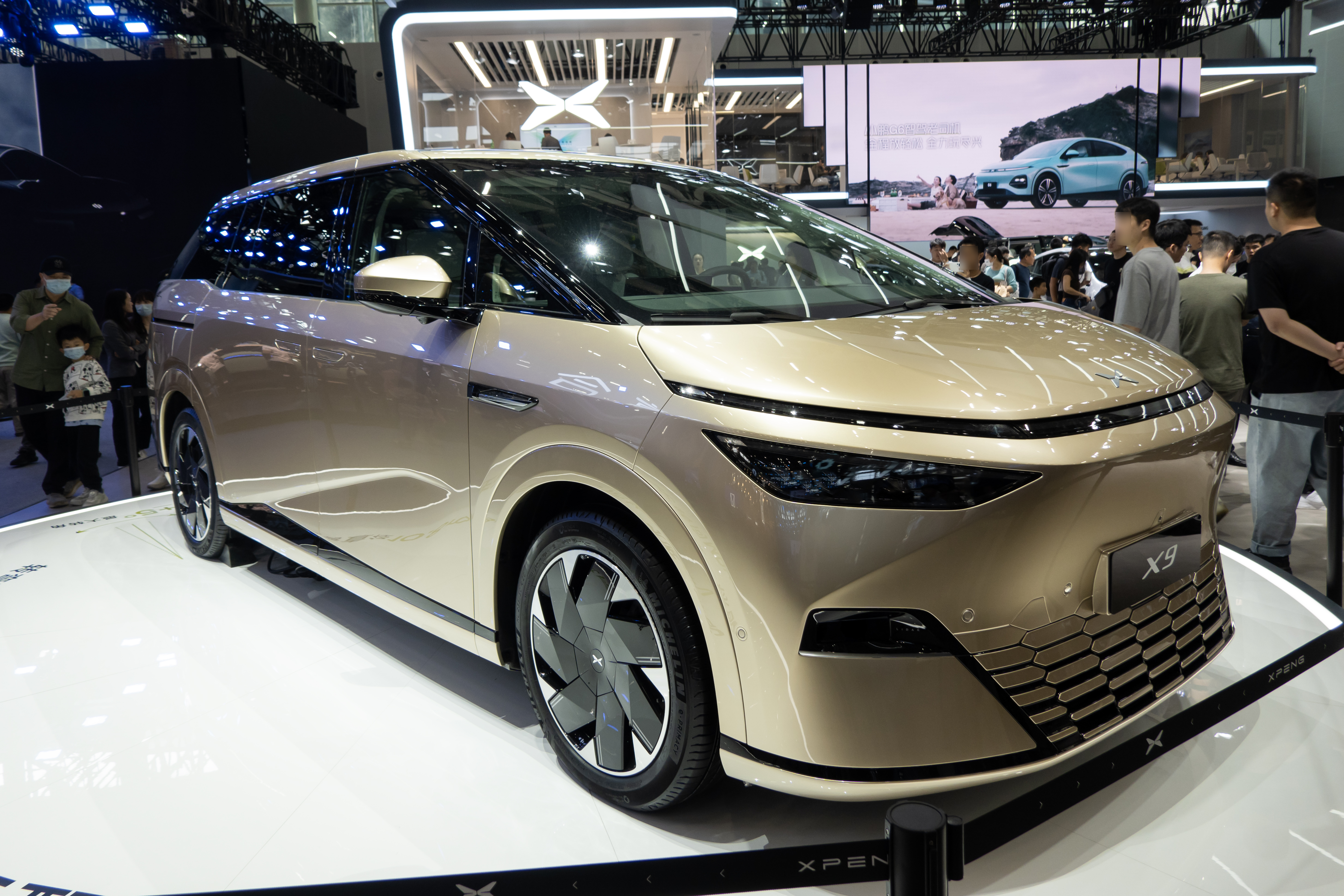
XPeng X9
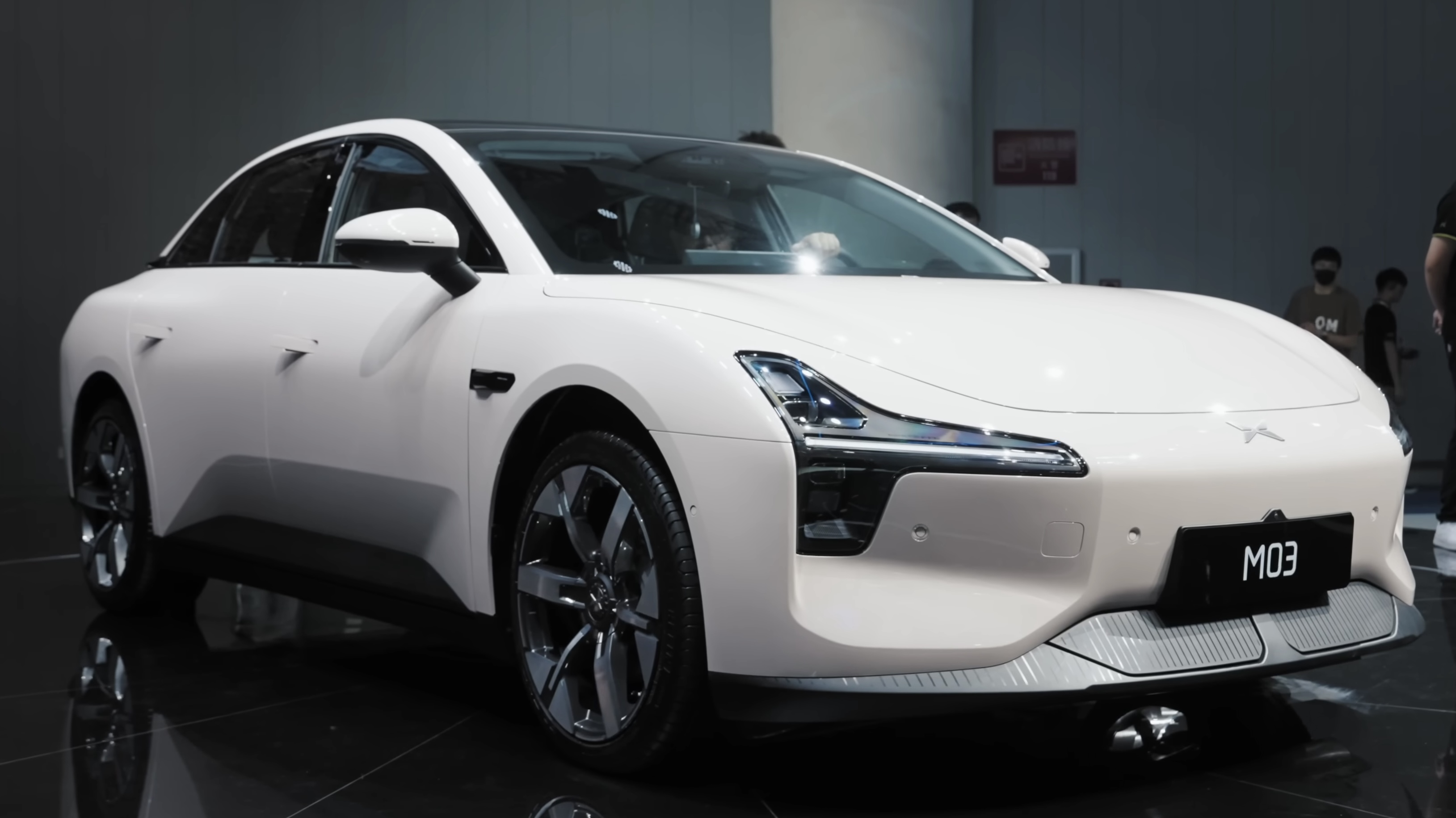
XPeng Mona M03
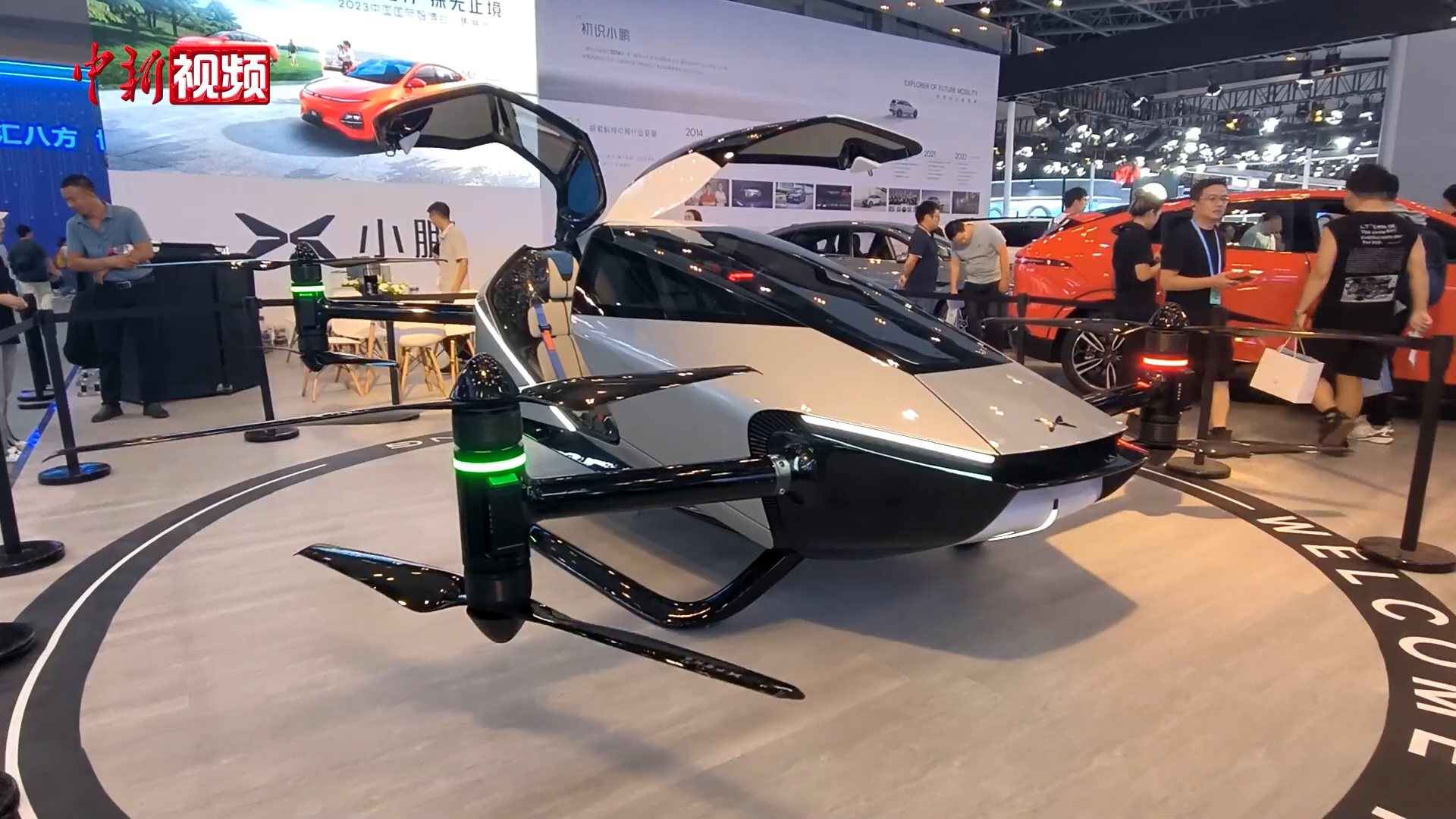
XPeng Voyager X2
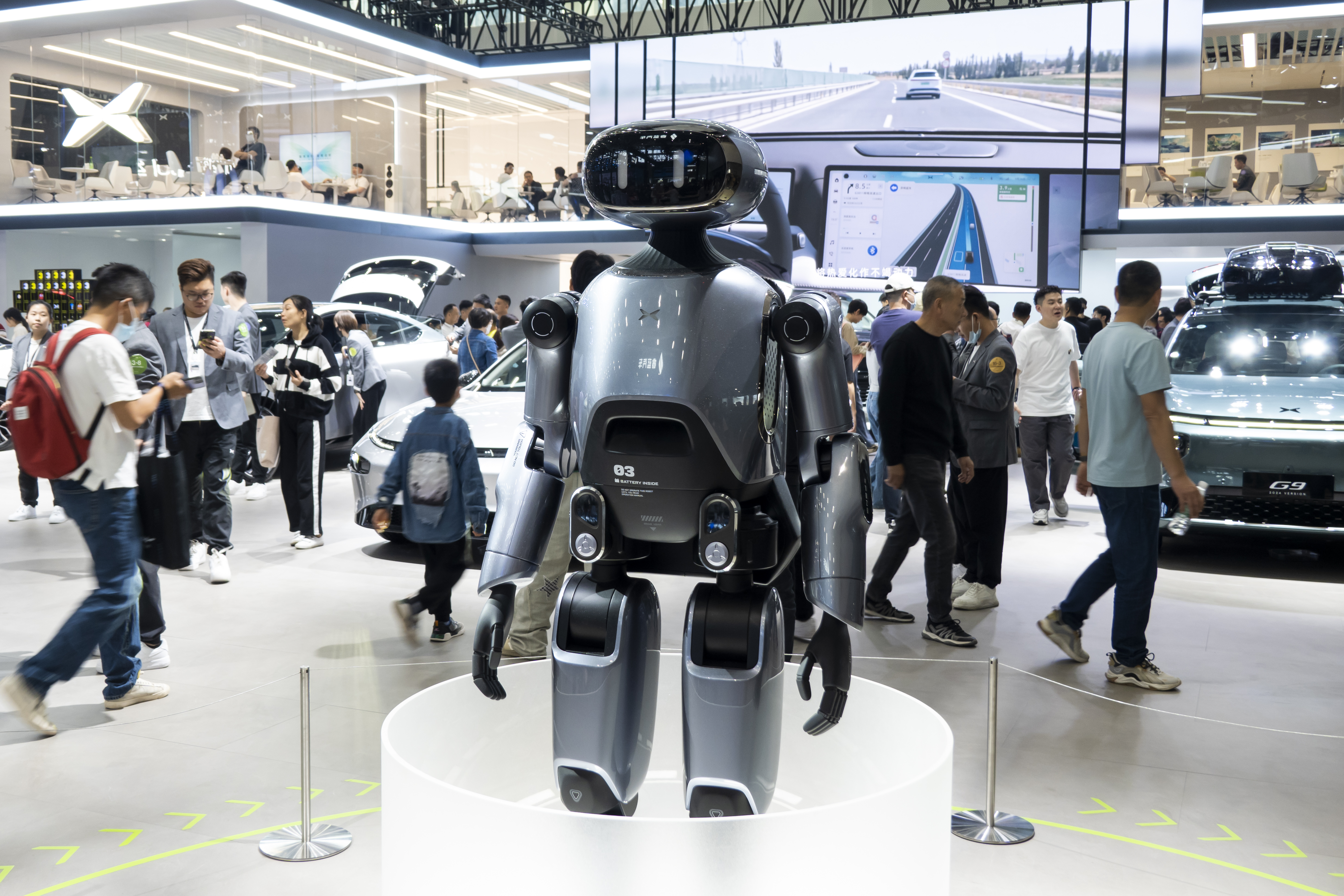
XPeng PX5